# Hisias

Mapa con algunas de las principales ciudades de la antigua Argólida donde se aprecia la ubicación de Hisias al oeste del golfo Argólico.

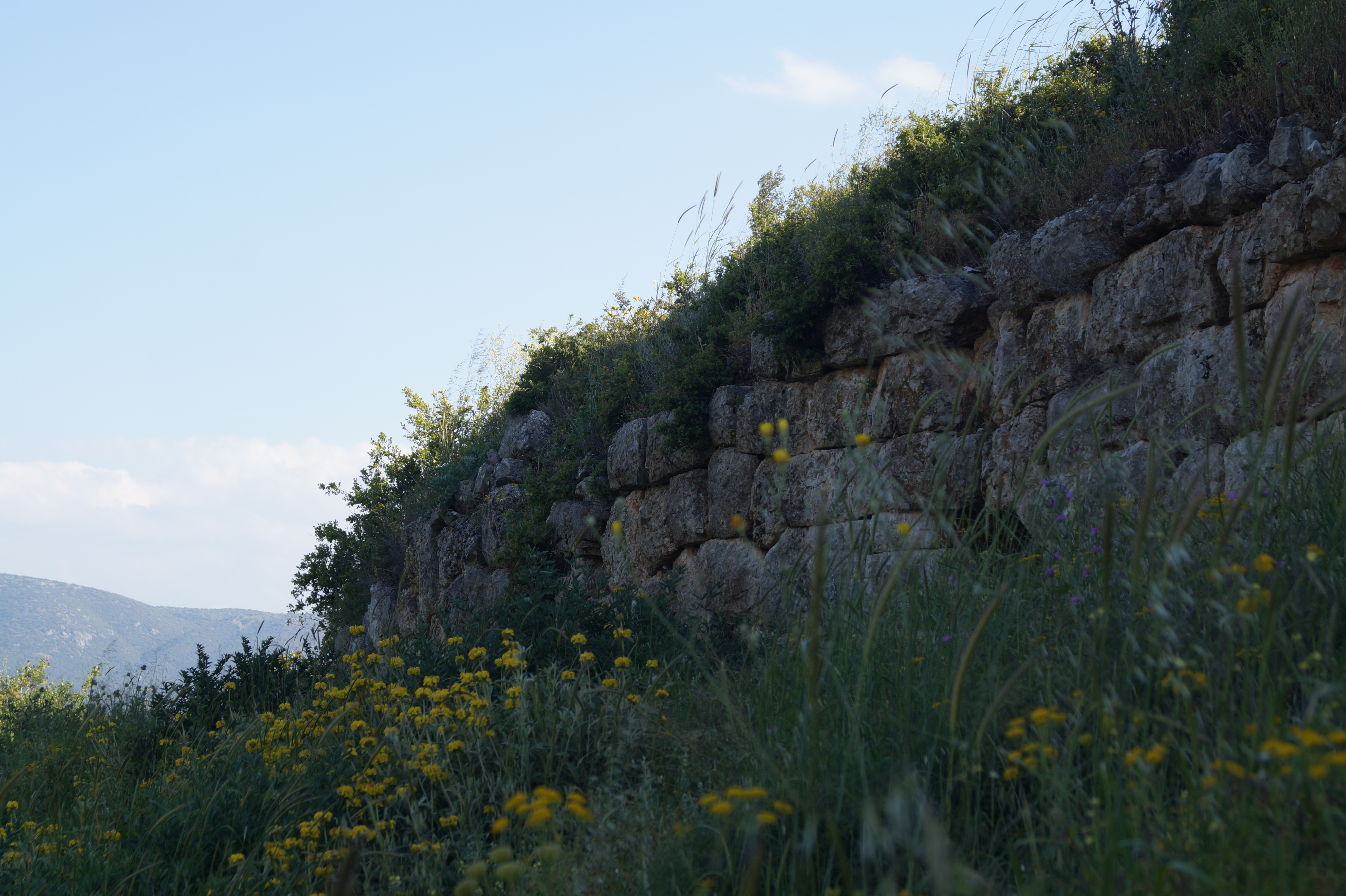
Restos de muros de la antigua Hisias.

Hisias (en griego antiguo: Ὺσία o Hisiai (Ὺσίαί) es el nombre de una antigua ciudad griega de Argólida. 
No es mencionada por Homero en el Catálogo de las naves.
Se extendía sobre la ladera occidental del monte Partenio (actual Paravunaki). Se ha sugerido que su emplazamiento estaba próximo a la actual ciudad de Aljadokampos.
Fue el escenario de una batalla en el año 669 o 698 a. C., entre espartanos y argivos, con victoria de estos últimos y el lugar donde enterraron a sus caídos. Por otra parte, Hisias fue una de las ciudades destruidas por Argos a mediados del siglo V a. C., junto con Orneas, Micenas, Tirinto, Midea y otras ciudades de Argólida con el fin de aumentar su población y poder hacer frente al poder de los lacedemonios.
En el 417 a. C., en el trascurso de la guerra arquidámica (segunda parte de la guerra del Peloponeso), el rey espartano Arquidamo II la tomó y aniquiló a todos los prisioneros.